# سونام کاپور
سونام کاپور (انگلیسی: Sonam Kapoor؛ زادهٔ ۹ ژوئن ۱۹۸۵) یک هنرپیشه، و بازیگر سینما اهل هند است. وی از سال ۲۰۰۷ میلادی تاکنون مشغول فعالیت بوده‌است. او دختر بازیگر معروف و توانای سینمای هند آنیل کاپور و دخترعموی آرجون کاپور ستاره جوان بالیوود است. او کار خود را به عنوان دستیار کارگردان در فیلم «سیاه» ساخته سانجای لیلا بانسالی در سال ۲۰۰۵ آغاز کرد.
سونام کاپور اولین بازی خود را در درام عاشقانه «ساوریا » در ۲۰۰۷ به کارگردانی بانسالی انجام داد. او جوایز متعددی از جمله جایزه ملی فیلم و جایزه فیلم‌فیر را دریافت کرده است. وی از سال ۲۰۱۲ تا ۲۰۱۶ در فهرست 100 سلبریتی برتر هند مجله فوربز قرار داشت. سونام که در رسانه‌ها به خاطر شخصیت رک و صریحش شناخته می‌شود، اغلب سوژه‌ی ترول‌های رسانه‌های اجتماعی است.از فیلم‌ها یا برنامه‌های تلویزیونی که وی در آن نقش داشته‌است می‌توان به از داستان‌های عاشقانه بیزارم، عشق من و متشکرم و فیلم پر فروش گنجینه‌ای به نام عشق پیدا کرد اشاره کرد.

## فیلم‌شناسی
| سال  | عنوان                        | نقش              |
| ---- | ---------------------------- | ---------------- |
| ۲۰۰۷ | عشق من                       | سکینه            |
| ۲۰۰۹ | دهلی-۶                       | بیتو شرما        |
| ۲۰۱۰ | از داستان‌های عاشقانه بیزارم  | سیمران           |
| ۲۰۱۱ | متشکرم                       | سانجانا مالهوترا |
| ۲۰۱۱ | موسوم                        | آیات             |
| ۲۰۱۲ | بازیکنان                     | نِنا بَرگنزا       |
| ۲۰۱۳ | دوست‌داشتنی                   | زویا حیدر        |
| ۲۰۱۳ | بدو میلکها بدو               | بیرو             |
| ۲۰۱۴ | زیبارو                       | میلی چاکروارتی   |
| ۲۰۱۴ | احمق ها                      | میرا سگال        |
| ۲۰۱۵ | تخت روان دالی                | دالی             |
| ۲۰۱۵ | گنجینه‌ای به نام عشق پیدا کرد | مَئاتی            |
| ۲۰۱۶ | نیرجا                        | نیجرا بِهانات     |
| ۲۰۱۸ | سانجو                        | روبی             |
| ۲۰۱۸ | مرد بهداشت                   | پاری والیا       |
| ۲۰۱۸ | عروسی شیردل‌ها                | آونی شرما        |
| ۲۰۱۹ | این حسی است                  | سوئیتی چانداری   |
| ۲۰۱۹ | عامل زویا                    | زویا سینگ        |
| ۲۰۲۰ | ای‌کی در مقابل ای‌کی           |                  |
| ۲۰۲۳ | نابینا                       |                  |